# Lepthyphantes yushuensis
Lepthyphantes yushuensis là một loài nhện trong họ Linyphiidae. Loài này phân bố ở Trung Quốc.